# Metacharis batesii
Metacharis batesii är en fjärilsart som beskrevs av Butler 1867. Metacharis batesii ingår i släktet Metacharis och familjen Riodinidae. Inga underarter finns listade i Catalogue of Life.